# Fyns Tivoli
Fyns Tivoli var en tivolipark som fra 1946 til 1993 var en af Fyns største turistattraktioner. Parken havde især sin storhedstid i 1960'erne hvor parken bl.a. indeholdt en blomsterpark, en trærutsjebane, radiobiler, karruseller og ofte havde levende underholdning.
Parken blev grundlagt af Christian Jensen, som ejede Odense Zoo. Han ønskede at lave en forlystelsespark og udvidede derfor sin zoologiske have med et forlystelsesområde på den anden side af Odense Å. I 1962 blev området solgt og blev dermed en selvstændig forlystelsespark under navnet Fyns Tivoli. 
Tivoliet lukkede i 1993. Året efter blev grunden solgt tilbage til Odense Zoo, som i 1997 udvidede over på den gamle Tivoli-grund
55°22′42.47″N 10°22′16.9″Ø / 55.3784639°N 10.371361°Ø